# Александър Грос
Александър Грос (на английски: Alexander Gross) унгарски и британски картограф и издател.

## Биография
Роден е през 1879 година. Основава през 1911 година картографското дружество „География“ (Geographia Ltd.) във Великобритания, което първоначално се занимава с издаване на градски карти, а по-късно на етнографски и политически. През 1920 година издава Победен атлас на света на Дейли Телеграф, в който е поместена карта на Александър Грос „Расите на източна Европа“. В нея под влияние на картата на Йован Цвиич от 1913 година е направено разделение между българи и македонски славяни в областта Македония, като етническата граница минава по река Струма. В отговор на тази карта Георгиос Сотириадис издава „Елинизмът в Близкия изток“.
Александър Грос умира през 1958 година, а през 1987 година Geographia Ltd. се влива в издателство „Колинс Бартоломю“.